# Misono
misono（ミソノ、1984年10月13日 - ）は、日本の女性歌手、マルチタレント、実業家。day after tomorrow、里田まい with 合田兄妹の元メンバー。2002年から2018年までエイベックス・マネジメントに所属。本名は神田 美苑（こうだ みその）。京都府京都市伏見区出身。姉は歌手の倖田來未。

## 来歴
1998年に行われた沖縄アクターズスクール全国オーディションで特別賞を受賞。大阪でのレッスンを経て沖縄に移住し、ドリームプラネット・インターナショナル・スクールに通学しながら沖縄本校の生徒となった。2000年2月にアクターズが関西圏に開校した「MAKINO WORLD POPS」の生徒と共に、大阪でのテレビ収録に参加することもあった。

### day after tomorrow
2002年8月7日にday after tomorrowのボーカリストとしてデビュー。day after tomorrowでは、同年末に第44回日本レコード大賞・新人賞を受賞した。2005年8月にday after tomorrowは活動休止。
2006年3月29日にシングル「VS」でソロデビュー。同年7月より岡本真夜の「TOMORROW」をカバーしたものが、グリコ乳業「カフェオーレ」のCMに起用される。同カバーは11月1日発売のシングル「ラブリー♡キャッツアイ」にc/w曲として収録された。

### タレント活動
2007年より島田紳助が司会を務める『世界バリバリ★バリュー』（TBS系列）に準レギュラーとして出演し、タレントとしての活動を開始する。これは島田から直々に「この子は絶対バラエティ番組で活躍できるから、自分の番組に出演させてほしい」とエイベックス・エンタテインメントに番組出演を依頼されたことから出演に至った。同じく島田が司会を務める『クイズ!ヘキサゴンII』（フジテレビ系列）にも同年から出演し、タレントとしての知名度を大きく高めた。
2008年9月1日に『HEY!HEY!HEY! MUSIC CHAMP』、2009年6月12日に『ミュージックステーション』に初出演。
2009年12月31日に『第60回NHK紅白歌合戦』に姉の倖田來未と共にゲスト出演したほか、TBSで放送された『Dynamite!! 〜勇気のチカラ2009〜』にて国歌斉唱を行った。
2011年1月15日に自身のブログで音楽活動を1年間休止する事（CDリリースをしない）を発表。2月1日に別人の設定で「Me」名義で歌手活動を行うことを発表。
2013年10月、事務所の分社により、エイベックス・ヴァンガードに所属する。
2014年9月20日、LINEで動画を生配信し、10月13日発売のアルバム『家-ウチ- ※アルバムが1万枚売れなかったらmisonoはもうCDを発売することができません。』が1万枚売れなければ今後CDを出さないと宣言した。オリコン集計での売上枚数は3000枚に届かずに圏外となり、公式サイトで表示されていた売上枚数カウントも5816枚で打ち止めとなり、宣言通りにそれ以後CDは発売していない。以後出演告知のみとなり、エイベックスとの専属契約終了後は売上枚数の表示も無くなっている。
2016年9月7日発売のザ・ピーナッツのトリビュートアルバム「TRIBUTE SONGS」に参加し、華原朋美とのデュエットで「銀色の道」をカバー。同年後半にミュージカル「A New Musical 『ALICE』 〜不思議の国のアリスより〜」で主役アリスとして出演。
2018年9月13日にロックバンドHighsidE（ハイサイド）のドラム・Nosukeと入籍。同年10月31日付をもってエイベックス・マネジメントとの専属契約を終了したことを発表。

### 独立
2018年10月に夫のNosukeとともに個人事務所を設立。
コロナ禍で延期となっていた「バンダイナムコエンターテインメントフェスティバル 2nd」が2021年2月6日・7日に開催決定し、出演者解禁されると歌唱曲公表前にもかかわらず代表曲のStarry Heavensがトレンド入り。
2021年5月より自身がプロデュースする美容サロンをオープン。
2022年5月14日・15日にZOZOマリンスタジアムで開催された「バンダイナムコエンターテインメントフェスティバル 2nd」に出演し、VSなどの歌唱パフォーマンスを披露。
2023年10月21日にテイルズ オブ シリーズのイベント「TALES OF SYMPHONIA FESTEVAL ~20th Anniversary~」に出演。
2023年末には焼き鳥店とラーメン店をプロデュースする。
2025年3月16日に日本武道館で開催された「沖縄アクターズスクール完全復活祭」に、B.B.MASTERの一員として出演した。
2025年6月8日に7年ぶりに「テイルズオブフェスティバル2025」に出演。テイルズオブフェスティバル本編への出演は独立後は初となる。

## 私生活
2018年9月13日にロックバンドHighsidE（ハイサイド）のドラム・Nosukeと入籍。先だって2017年7月16日からNosukeとともに合計8回の結婚式を挙げ、事実婚の関係を続けていた。2018年12月16日にNosukeが「精巣がんによる胚細胞腫瘍」のために闘病中であることを公表。

### 健康問題
2018年夏ごろから原因不明の体調不良に悩まされ、2019年3月29日から4月5日まで入院。10月1日、体調不良のため活動を制限することを発表。同月7日放送の『ノンストップ!』（フジテレビ）の中で、病気がメニエール病であることを公表した。
2024年11月14日、「過敏性腸症候群」と診断されたことを公表。

## 作品

### シングル
|      | 発売日         | タイトル                                                                | 規格             | 規格品番                       | オリコン | 初収録アルバム                                                                    |
| ---- | -------------- | ----------------------------------------------------------------------- | ---------------- | ------------------------------ | -------- | --------------------------------------------------------------------------------- |
| -    | 2002年8月15日  | Konomama                                                                | 12インチレコード | MWX002                         | -        | -                                                                                 |
| 1st  | 2006年3月29日  | VS                                                                      | CD+DVD           | AVCD-30913/B                   | 4位      | never+land                                                                        |
| 1st  | 2006年3月29日  | VS                                                                      | CD               | AVCD-30914                     | 4位      | never+land                                                                        |
| 2nd  | 2006年5月10日  | 個人授業                                                                | CD+DVD           | AVCD-30965/B                   | 15位     | never+land                                                                        |
| 2nd  | 2006年5月10日  | 個人授業                                                                | CD               | AVCD-30966                     | 15位     | never+land                                                                        |
| 3rd  | 2006年7月12日  | スピードライブ                                                          | CD+DVD           | AVCD-31006/B                   | 21位     | never+land                                                                        |
| 3rd  | 2006年7月12日  | スピードライブ                                                          | CD               | AVCD-31007                     | 21位     | never+land                                                                        |
| 4th  | 2006年11月1日  | ラブリー♡キャッツアイ                                                   | CD+DVD           | AVCD-31087/B                   | 14位     | never+land                                                                        |
| 4th  | 2006年11月1日  | ラブリー♡キャッツアイ                                                   | CD               | AVCD-31088                     | 14位     | never+land                                                                        |
| 5th  | 2007年2月7日   | ホットタイム/A._〜answer〜                                              | CD+DVD           | AVCD-31145/B                   | 22位     | never+land                                                                        |
| 5th  | 2007年2月7日   | ホットタイム/A._〜answer〜                                              | CD               | AVCD-31146                     | 22位     | never+land                                                                        |
| 6th  | 2007年5月16日  | ポチ                                                                    | CD+DVD           | AVCD-31203/B                   | 36位     | 生-say-                                                                           |
| 6th  | 2007年5月16日  | ポチ                                                                    | CD               | AVCD-31204                     | 36位     | 生-say-                                                                           |
| 7th  | 2007年9月12日  | 挫折地点                                                                | CD+DVD           | AVCD-31291/B                   | 39位     | 生-say-                                                                           |
| 7th  | 2007年9月12日  | 挫折地点                                                                | CD               | AVCD-31292                     | 39位     | 生-say-                                                                           |
| 8th  | 2007年11月14日 | 十人十色                                                                | CD+DVD           | AVCD-31318/B                   | 47位     | 生-say-                                                                           |
| 8th  | 2007年11月14日 | 十人十色                                                                | CD               | AVCD-31319                     | 47位     | 生-say-                                                                           |
| 9th  | 2008年1月30日  | 夢幻期限                                                                | CD+DVD           | AVCD-31362/B                   | 32位     | 生-say-                                                                           |
| 9th  | 2008年1月30日  | 夢幻期限                                                                | CD               | AVCD-31363                     | 32位     | 生-say-                                                                           |
| 10th | 2008年6月25日  | 二人三脚                                                                | CD+DVD           | AVCD-31433/B                   | 10位     | 生-say-                                                                           |
| 10th | 2008年6月25日  | 二人三脚                                                                | CD               | AVCD-31434                     | 10位     | 生-say-                                                                           |
| 11th | 2008年10月29日 | 家族の日/アブラゼミ♀(大阪バージョン)-ピアノ・バージョン-                | CD+DVD           | AVCD-31489/B                   | 23位     | Me                                                                                |
| 11th | 2008年10月29日 | 家族の日/アブラゼミ♀(大阪バージョン)-ピアノ・バージョン-                | CD               | AVCD-31490                     | 23位     | Me                                                                                |
| 12th | 2009年2月25日  | 球魂〜やる気・元気・その木の根っこ〜/?cm                                | CD+DVD           | AVCD-31531/B                   | 40位     | Me                                                                                |
| 12th | 2009年2月25日  | 球魂〜やる気・元気・その木の根っこ〜/?cm                                | CD               | AVCD-31532                     | 40位     | Me                                                                                |
| 13th | 2009年6月10日  | end=START/終点〜君の腕の中〜                                            | CD+DVD           | AVCD-31621/B                   | 19位     | Me                                                                                |
| 13th | 2009年6月10日  | end=START/終点〜君の腕の中〜                                            | CD               | AVCD-31622                     | 19位     | Me                                                                                |
| 14th | 2009年9月23日  | うる星やつらのテーマ -ラムのラブソング-/「ミィ」                        | CD+DVD           | AVCD-31696/B                   | 18位     | Me                                                                                |
| 14th | 2009年9月23日  | うる星やつらのテーマ -ラムのラブソング-/「ミィ」                        | CD               | AVCD-31697                     | 18位     | Me                                                                                |
| 15th | 2009年11月25日 | 私色/僕らスタイル                                                       | CD+DVD           | AVCD-31726/B                   | 34位     | Me                                                                                |
| 15th | 2009年11月25日 | 私色/僕らスタイル                                                       | CD               | AVCD-31727                     | 34位     | Me                                                                                |
| 16th | 2010年5月5日   | 「…好き×××」/0時前のツンデレラ                                          | CD+DVD           | AVCD-31849/B                   | 15位     | Me                                                                                |
| 16th | 2010年5月5日   | 「…好き×××」/0時前のツンデレラ                                          | CD               | AVCD-31850                     | 15位     | Me                                                                                |
| 17th | 2011年11月23日 | ホ・ン・ト・ウ・ソ/ス・キ・ラ・イ                                       | CD+DVD           | AQCD-48142/B（初回生産限定盤） | 46位     | 家-ウチ- ※アルバムが1万枚売れなかったらmisonoはもうCDを発売することができません。 |
| 17th | 2011年11月23日 | ホ・ン・ト・ウ・ソ/ス・キ・ラ・イ                                       | CD               | AVCD-48143                     | 46位     | 家-ウチ- ※アルバムが1万枚売れなかったらmisonoはもうCDを発売することができません。 |
| 18th | 2012年2月15日  | マイアリーノ!/「…。」の続き 〜永遠なんてない…いつか終わりがあるけれど〜 | CD+DVD           | AQCD-50650/B                   | 61位     | 家-ウチ- ※アルバムが1万枚売れなかったらmisonoはもうCDを発売することができません。 |
| 18th | 2012年2月15日  | マイアリーノ!/「…。」の続き 〜永遠なんてない…いつか終わりがあるけれど〜 | CD               | AVCD-48287                     | 61位     | 家-ウチ- ※アルバムが1万枚売れなかったらmisonoはもうCDを発売することができません。 |
| 19th | 2012年11月7日  | いつまでも…テディベア/恋つりGirl 愛ガァル〜フィッシングBoy〜            | CD               | AQCD-50796                     | 77位     | 家-ウチ- ※アルバムが1万枚売れなかったらmisonoはもうCDを発売することができません。 |
| 19th | 2012年11月7日  | いつまでも…テディベア/恋つりGirl 愛ガァル〜フィッシングBoy〜            | CD+DVD           | AVCD-48251/B                   | 77位     | 家-ウチ- ※アルバムが1万枚売れなかったらmisonoはもうCDを発売することができません。 |

### オリジナルアルバム
|     | 発売日         | タイトル                                                                          | 規格            | 規格品番                    | オリコン |
| --- | -------------- | --------------------------------------------------------------------------------- | --------------- | --------------------------- | -------- |
| 1st | 2007年2月28日  | never+land                                                                        | CD+ブックレット | AVCD-23202（1万枚限定生産） | 20位     |
| 1st | 2007年2月28日  | never+land                                                                        | CD+DVD          | AVCD-23203/B                | 20位     |
| 1st | 2007年2月28日  | never+land                                                                        | CD              | AVCD-23204                  | 20位     |
| 2nd | 2008年7月16日  | 生-say-                                                                           | CD+DVD          | AVCD-23623/B                | 20位     |
| 2nd | 2008年7月16日  | 生-say-                                                                           | CD              | AVCD-23624                  | 20位     |
| 3rd | 2010年6月30日  | Me                                                                                | CD+DVD          | AVCD-38109/B                | 20位     |
| 3rd | 2010年6月30日  | Me                                                                                | CD              | AVCD-38110                  | 20位     |
| 4th | 2014年10月13日 | 家-ウチ- ※アルバムが1万枚売れなかったらmisonoはもうCDを発売することができません。 | CD+DVD          | AVCD-93026/B                | 49位     |
| 4th | 2014年10月13日 | 家-ウチ- ※アルバムが1万枚売れなかったらmisonoはもうCDを発売することができません。 | CD              | AVCD-93027                  | 49位     |

### ミニアルバム
|     | 発売日        | タイトル                  | 規格   | 規格品番     | オリコン |
| --- | ------------- | ------------------------- | ------ | ------------ | -------- |
| 1st | 2009年6月10日 | Tales with misono -BEST-  | CD+DVD | AVCD-23878/B | 21位     |
| 1st | 2009年6月10日 | Tales with misono -BEST-  | CD     | AVCD-23879   | 21位     |
| 2nd | 2013年10月9日 | symphony with misono BEST | CD+DVD | AVCD-38783/B | 29位     |
| 2nd | 2013年10月9日 | symphony with misono BEST | CD     | AVCD-38784   | 29位     |

### カバーアルバム
|     | 発売日        | タイトル   | 規格 | 規格品番   | オリコン |
| --- | ------------- | ---------- | ---- | ---------- | -------- |
| 1st | 2009年9月23日 | カバALBUM  | CD   | AVCD-23889 | 28位     |
| 2nd | 2010年1月27日 | カバALBUM2 | CD   | AVCD-23962 | 44位     |

### 映像作品
|     | 発売日         | タイトル                      | 規格 | 規格品番       | オリコン |
| --- | -------------- | ----------------------------- | ---- | -------------- | -------- |
| 1st | 2007年11月14日 | 【R-女子】misono meets beauty | 3DVD | AVBF-26300〜02 | 圏外     |

### 参加作品
| 発売日         | 作品タイトル                                                             | アーティスト名         | 収録曲                                                           |
| -------------- | ------------------------------------------------------------------------ | ---------------------- | ---------------------------------------------------------------- |
| 2003年5月28日  | 11 eleven                                                                | Cyber X feat. misono   | 11 eleven                                                        |
| 2006年9月13日  | チアーズ -運動会ソングス-                                                | オムニバス             | VS                                                               |
| 2006年9月13日  | チアーズ -運動会ソングス-                                                | オムニバス             | VS -instrumental-                                                |
| 2006年10月25日 | Tribute to Avril Lavigne-Master's Collection-                            | オムニバス             | Complicated                                                      |
| 2006年12月6日  | a-mania 〜パね!for SKIP J-TRANCE〜                                       | オムニバス             | VS (BIG KISS vs. kors k Remix)                                   |
| 2007年2月21日  | テイルズ オブ ザ テンペスト オリジナル・サウンドトラック                 | ゲームミュージック     | VS (Game Edit Ver.)                                              |
| 2007年2月21日  | テイルズ オブ ザ テンペスト オリジナル・サウンドトラック                 | ゲームミュージック     | VS (Game Edit Ver.)[Instrumental]                                |
| 2007年7月4日   | The Best of Tales                                                        | ゲームミュージック     | VS                                                               |
| 2008年7月9日   | テイルズ オブ シンフォニア -ラタトスクの騎士- オリジナルサウンドトラック | ゲームミュージック     | 二人三脚 (edit ver.)                                             |
| 2008年7月23日  | 20年200曲 コンプリートベスト コレクションボックス                        | オムニバス             | VS                                                               |
| 2009年3月4日   | 20年200曲+a LOVE ハイクオリティ CD BOX                                   | オムニバス             | VS                                                               |
| 2009年3月31日  | It's all Love!                                                           | 倖田來未×misono        | It's all Love!                                                   |
| 2009年3月31日  | It's all Love!                                                           | 倖田來未×misono        | 天秤 〜強がりな私×弱がりな君〜                                   |
| 2009年4月25日  | a-box NEO 〜avex Best Hit Collection〜                                   | オムニバス             | 二人三脚                                                         |
| 2009年9月16日  | m-flo TRIBUTE 〜maison de m-flo〜                                        | オムニバス             | SIMPLE & LOVELY                                                  |
| 2010年2月3日   | UNIVERSE                                                                 | 倖田來未               | It's all Love!                                                   |
| 2010年10月13日 | ETERNITY〜Love & Songs〜                                                 | 倖田來未               | 0時前のツンデレラ                                                |
| 2011年2月9日   | with you feat.Me                                                         | BACK-ON                | with you feat.Me                                                 |
| 2011年2月16日  | Hello World                                                              | BACK-ON                | with you feat.Me                                                 |
| 2011年5月11日  | Soldier/「NO you! NO life! NO…××?」feat.Me                               | ココア男。             | 「NO you! NO life! NO…××?」feat.Me                               |
| 2012年8月8日   | ハーレーの唄                                                             | 所ジョージ             | 愛情                                                             |
| 2012年10月3日  | 山口百恵トリビュート・セレクション                                       | オムニバス             | プレイバックPart2                                                |
| 2012年12月12日 | 女子会ロック!〜girl meets boy〜                                          | オムニバス             | ズルい女                                                         |
| 2016年9月7日   | ザ・ピーナッツ トリビュート・ソングス                                    | オムニバス             | 銀色の道                                                         |
| 2017年9月27日  | AWESOME BEST                                                             | BACK-ON                | with you feat.Me                                                 |
| 2020年11月25日 | My 3rd street                                                            | 今福マサミチ（MICCIE） | Very Merry Christmas feat.misono & 虹色侍（ずま） & よかろうもん |
| 2022年12月7日  | Healing 〜All Time Covers〜                                              | オムニバス             | TOMORROW                                                         |

| 発売日         | 作品タイトル | 規格    | 主演俳優女優名           |
| -------------- | --- | ------- | ------------------------ |
| 2007年8月1日   | おばちゃんチップス                                                                                                   | DVD     | 船越英一郎               |
| 2008年3月12日  | スーパーバトルライブ 美味學院 番外編〜デリシャス5 史上最強の敵〜                                                     | DVD     | AAA                      |
| 2008年7月23日  | 音女 diamond | DVD     | TVバラエティ             |
| 2008年7月23日  | 音女 sapphire | DVD     | TVバラエティ             |
| 2011年3月16日  | ヘキサゴンファミリーコンサート WE LIVE ヘキサゴン2010                                                                | DVD     | ヘキサゴンオールスターズ |
| 2011年4月6日   | バナナマンのブログ刑事 VOL.5                                                                                         | DVD     | TVバラエティ             |
| 2011年4月6日   | バナナマンのブログ刑事3枚組DVD-BOX（VOL.4,VOL.5,VOL.6）                                                              | DVD     | TVバラエティ             |
| 2011年6月1日   | クイズ!ヘキサゴンII 2010合宿スペシャル                                                                               | DVD     | オムニバス               |
| 2011年10月19日 | 逃走中16〜run for money〜【エピソード1・ハンター誕生編】                                                             | DVD     | TVバラエティ             |
| 2012年1月25日  | ヘキサゴンファミリーコンサート WE LiVE HEXAGON 2011                                                                  | DVD     | ヘキサゴンオールスターズ |
| 2012年6月6日   | L et M わたしがあなたを愛する理由、そのほかの物語                                                                    | DVD     | 沢尻エリカ               |
| 2012年12月26日 | 東野・岡村の旅猿 プライベートでごめんなさい… トルコの旅 プレミアム完全版                                             | DVD     | 東野幸治、岡村隆史       |
| 2013年5月15日  | 逃走中25&26 アルティメット完全版                                                                                     | DVD     | TVバラエティ             |
| 2013年11月6日  | テイルズ オブ フェスティバル 2013                                                                                    | Blu-ray | イベント                 |
| 2014年11月14日 | テイルズ オブ フェスティバル 2014                                                                                    | Blu-ray | イベント                 |
| 2015年3月25日  | 東野・岡村の旅猿 プライベートでごめんなさい… スイスの旅+トルコの旅 プレミアム完全版 〜美しのヨーロッパセレクション〜 | Blu-ray | 東野幸治、岡村隆史       |
| 2015年10月23日 | ジュエルペット マジカルチェンジ DVD-BOX1                                                                             | DVD     | アニメーション           |
| 2015年12月23日 | ジュエルペット マジカルチェンジ DVD-BOX2                                                                             | DVD     | アニメーション           |
| 2016年3月25日  | ジュエルペット マジカルチェンジ DVD-BOX3                                                                             | DVD     | アニメーション           |
| 2016年9月2日   | YOKOHAMA BLACK1 | DVD     | 的場浩司                 |
| 2016年11月4日  | YOKOHAMA BLACK2 | DVD     | 的場浩司                 |
| 2018年12月14日 | テイルズ オブ フェスティバル 2014 限定版                                                                             | Blu-ray | イベント                 |

## タイアップ一覧
| 年     | 楽曲                                      | タイアップ先                                                                                         |
| ------ | ----------------------------------------- | --- |
| 2006年 | VS                                        | バンダイナムコゲームス社製ニンテンドーDS専用ゲームソフト『テイルズ オブ ザ テンペスト』テーマソング  |
| 2006年 | VS                                        | 日本テレビ系列音楽バラエティ番組『音楽戦士 MUSIC FIGHTER』2006年4月度エンディングテーマ              |
| 2006年 | 個人授業                                  | 日本テレビ系列バラエティ番組『ミラクル☆シェイプ』2006年5月度エンディングテーマ                       |
| 2006年 | スピードライブ                            | 松竹配給映画『ラブ★コン』主題歌                                                                      |
| 2006年 | アリとキリギリス 〜10 years later〜       | ABCグループ『ABCグループ』TV-CMソング                                                                |
| 2006年 | ラブリー♡キャッツアイ                     | バンダイナムコゲームス社製ニンテンドーDS専用ゲームソフト『テイルズ オブ ザ テンペスト』TV-CMソング   |
| 2006年 | TOMORROW                                  | グリコ乳業『カフェオレ』TV-CMソング                                                                  |
| 2007年 | A. 〜answer〜                             | MTVジャパンリアリティ番組『MTV Girls meet Beauty supported by Takano Yuri』イメージソング            |
| 2007年 | ポチ                                      | 集英社『MORE』TV-CMソング                                                                            |
| 2007年 | 挫折地点                                  | フジテレビ系列バラエティ番組『志村けんのだいじょうぶだぁII』第92回〜95回エンディングテーマ           |
| 2007年 | 挫折地点                                  | フジテレビ系列『武=孝太郎』エンディングテーマ                                                        |
| 2008年 | 夢幻期限                                  | フジテレビ系列料理番組『孝太郎Wキッチン』エンディングテーマ                                          |
| 2008年 | 夢幻期限                                  | フジテレビ系列バラエティ番組『志村けんのだいじょうぶだぁII』第110回〜114回エンディングテーマ         |
| 2008年 | 二人三脚                                  | バンダイナムコゲームス社製Wii専用ゲームソフト『テイルズ オブ シンフォニア -ラタトスクの騎士-』主題歌 |
| 2008年 | 二人三脚                                  | フジテレビ系列情報バラエティ番組『なべあちっ!』エンディングテーマ                                    |
| 2008年 | 二人三脚                                  | フジテレビ系列旅番組『孝太郎が行く2』エンディングテーマ                                              |
| 2008年 | 二人三脚                                  | フジテレビ系列バラエティ番組『志村屋です。』2008年6月度エンディングテーマ                            |
| 2008年 | アブラゼミ♀（大阪バージョン）-TVサイズ-   | 関西テレビ系ミニ番組『こどものうた』2008年10月度テーマソング                                         |
| 2009年 | 球魂 〜やる気・元気・その木の根っこ〜     | 東映配給映画『激情版 エリートヤンキー三郎』主題歌                                                    |
| 2009年 | ?cm                                       | フジテレビ系列音楽バラエティ番組『魁!音楽番付 ～Jet～』オープニングテーマ                            |
| 2009年 | end=START                                 | エムティーアイ『music.jp』CMソング                                                                   |
| 2009年 | end=START                                 | TBS系列深夜バラエティ番組『ホリさまぁ〜ず』2009年6月・7月度エンディングテーマ                        |
| 2009年 | 終点〜君の腕の中〜                        | ティ・ジョイ配給映画『The Harimaya Bridge はりまや橋』主題歌                                         |
| 2009年 | うる星やつらのテーマ 〜ラムのラブソング〜 | フジテレビ系列バラエティ番組『志村屋です。』2009年10月度エンディングテーマ                           |
| 2009年 | 私色                                      | エムティーアイ『music.jp』CMソング                                                                   |
| 2009年 | 私色                                      | MUSIC ON! TV『MOVIE⭐︎ON!』テーマソング                                                               |
| 2009年 | 僕らスタイル                              | フジテレビ系列スポーツ中継番組『第25回東日本女子駅伝』イメージソング                                 |
| 2009年 | 僕らスタイル                              | MUSIC ON! TV『MOVIE⭐︎ON!』テーマソング                                                               |
| 2009年 | ゲレンデがとけるほど恋したい              | MUSIC ON! TV『MOVIE⭐︎ON!』テーマソング                                                               |
| 2010年 | 「…好き×××」                              | 独立放送局系トークバラエティ番組『稲川大百怪 噂の百物語』エンディングテーマ                          |
| 2010年 | 0時前のツンデレラ 〜Piano Ver.〜          | TBS系列ワイドショー『ひるおび』2010年4月度エンディングテーマ                                         |

## ライブ
| 公演年 | タイトル | 公演日・会場                                                           |
| ------ | --- | ---------------------------------------------------------------------- |
| 2006年 | spring NAGOMI Night                                                                                               | 04/05 渋谷duo MUSIC EXCHANGE (東京都)                                  |
| 2006年 | a-nation'06 | 08/20 ポートアイランド2期神戸空港北会場・サンシャインステージ (兵庫県) |
| 2007年 | 学園祭LIVE | 10/28 日本女子体育大学 (東京都)                                        |
| 2007年 | 横浜税関「海賊版・還流レコード撲滅キャンペーン」                                                                  | 11/28 クイーンズスクエア横浜 (神奈川県)                                |
| 2008年 | Rock Project Special Event in 渋谷J-POP CAFE                                                                      | 03/30 J-POP CAFE SHIBUYA (東京都)                                      |
| 2008年 | a-nation'08 | 08/24 みなと堺グリーンひろば・サンシャインステージ (大阪府)            |
| 2008年 | a-nation'08 | 08/30 味の素スタジアム・サンシャインステージ (東京都)                  |
| 2009年 | Koda Kumi Live Tour 2009 TRICK                                                                                    | 05/30 国立代々木競技場・第一体育館 (東京都)                            |
| 2009年 | 大阪府立大学友好祭                                                                                                | 05/31 大阪府立大学・中百舌鳥キャンパスUホール白鷺 (大阪府)             |
| 2010年 | KODA KUMI 10th Anniversary 〜FANTASIA〜 in TOKYO DOME                                                             | 12/05 東京ドーム (東京都)                                              |
| 2010年 | ヘキサゴンファミリーコンサート 2010 WE LIVE ヘキサゴン                                                            | 12/11 幕張メッセ・イベントホール (千葉県)                              |
| 2011年 | ヘキサゴンファミリーコンサート 2011 WE LIVE ヘキサゴン                                                            | 11/26 幕張メッセ・イベントホール (千葉県)                              |
| 2012年 | TKF大祭り たむらけんじ芸歴20周年LIVE                                                                              | 10/20 国営明石海峡公園 (兵庫県)                                        |
| 2012年 | TKF大祭り たむらけんじ芸歴20周年LIVE                                                                              | 10/21 国営明石海峡公園 (兵庫県)                                        |
| 2012年 | misonoファンクラブ準備室(仮)イベント! アMeスのX'masファンクLive～アトラクSHOWン～パートⅢ inサンリオピューロランド | 12/15 サンリオピューロランド (東京都)                                  |
| 2013年 | Dragon Factory Festival 2013後夜祭 STANDUP People!!                                                               | 07/29 徳島Figaro (徳島県)                                              |
| 2013年 | a-nation'13 studium fes.                                                                                          | 08/31 味の素スタジアム (東京都)                                        |
| 2013年 | DRAGON FACTORY CIRCUIT 2013                                                                                       | 09/20 北見オニオンホール (北海道)                                      |
| 2013年 | RESIST presents『ALIVE#3』                                                                                        | 10/28 福島LIVE SQUARE 2nd LINE (大阪府)                                |
| 2013年 | DRAGON FACTORY CIRCUIT 2013 × show case Vol.8                                                                     | 11/23 上越EARTH (新潟県)                                               |
| 2013年 | Me-nation | 11/30 原宿アストロホール (東京都)                                      |
| 2013年 | DRAGON FACTORY CIRCUIT2013 BILLY BIRTHDAY                                                                         | 12/28 渋谷Star lounge (東京都)                                         |
| 2014年 | DRAGON FACTORY CIRCUIT 2014                                                                                       | 02/21 名古屋RAD HALL (愛知県)                                          |
| 2014年 | DRAGON FACTORY CIRCUIT 2014                                                                                       | 02/28 梅田Zeela (大阪府)                                               |
| 2014年 | misonoの家-ウチ-LIVE ～アトラクSHOWン～ 泣ける場所&涙を流せる時間 in サンリオピューロランド part 5                | 12/14 サンリオピューロランド (東京都)                                  |
| 2015年 | DRAGON FACTORY FESTIVAL 2015                                                                                      | 08/01 徳島県文化の森総合公園・野外劇場 (徳島県)                        |
| 2015年 | a-nation island 〜Koda Kumi 15th Anniversary Premium Live〜                                                       | 08/02 国立代々木競技場・第一体育館 (東京都)                            |
| 2015年 | DRAGON FACTORY FESTIVAL 2015 冬の陣 BILLY PRODUCE!                                                                | 11/28 徳島Crowbar (徳島県)                                             |
| 2015年 | DRAGON FACTORY FESTIVAL 2015 冬の陣 BILLY PRODUCE!                                                                | 11/29 徳島Crowbar (徳島県)                                             |
| 2016年 | misono LIVE! | 03/27 Si-Ro三条・エンジョイスペース白ちゃんハウス (奈良県)             |
| 2016年 | Ibaraki Sogobussan Ongaku Festival 2016 -茨城総合物産音楽フェスティバル-                                          | 05/14 千波公園・ふれあい広場 (茨城県)                                  |
| 2017年 | mil9 | 07/30 Zirco Tokyo (東京都)                                             |
| 2017年 | WONDER OSAKA Vol.8                                                                                                | 08/27 とんぼりリバーウォーク (大阪府)                                  |
| 2017年 | MADMANIA 2017【VIVA MUSIC!SPECIAL DAY】                                                                           | 10/29 倉敷REDBOX・ブラックステージ (岡山県)                            |
| 2017年 | BILLY BIRTHDAY 2017                                                                                               | 12/27 TSUTAYA O-Crest (東京都)                                         |
| 2019年 | JAPAN EXPO THAILAND 2019                                                                                          | ??/?? セントラルワールド・イベントホール (タイ王国・バンコク)          |
| 2019年 | シミズオクトpresents「江夏フェス2019」                                                                            | 08/12 鴨川市前原海岸・特設ステージ (千葉県)                            |
| 2019年 | THOGO FEST-2019                                                                                                   | 09/08 新宿ロフト (東京都)                                              |
| 2022年 | バンダイナムコエンターテインメントフェスティバル 2nd                                                              | 05/14 ZOZOマリンスタジアム (千葉県)                                    |

## 出演

### CM
| 会社名・商品名                       | キャッチコピー            | 起用年月   |
| ------------------------------------ | ------------------------- | ---------- |
| 森永製菓『ICE BOX』                  | 車に轢かれそうになる女性  | 2003年06月 |
| ナムコ『テイルズ オブ シンフォニア』 | 君と響きあうRPG・歌う女性 | 2003年08月 |

### 音楽番組
| タイトル                                                               | 放送局              | 放送日時       |
| ---------------------------------------------------------------------- | ------------------- | -------------- |
| AX MUSIC-TV 02「FUJIROCK 2004」                                        | 日本テレビ系列      | 2004年01月30日 |
| AX MUSIC-TV 02「FUJIROCK 2004」                                        | 日本テレビ系列      | 2004年02月06日 |
| AX MUSIC-TV 01「はなわまおー」                                         | 日本テレビ系列      | 2004年08月26日 |
| 音楽戦士 MUSIC FIGHTER                                                 | 日本テレビ系列      | 2006年07月07日 |
| 音楽戦士 MUSIC FIGHTER                                                 | 日本テレビ系列      | 2008年07月25日 |
| 音楽戦士 MUSIC FIGHTER                                                 | 日本テレビ系列      | 2009年02月27日 |
| 音楽戦士 MUSIC FIGHTER                                                 | 日本テレビ系列      | 2009年04月03日 |
| 音楽戦士 MUSIC FIGHTER                                                 | 日本テレビ系列      | 2009年07月03日 |
| 音楽戦士 MUSIC FIGHTER                                                 | 日本テレビ系列      | 2009年09月25日 |
| 音楽戦士 MUSIC FIGHTER                                                 | 日本テレビ系列      | 2009年12月04日 |
| 音楽戦士 MUSIC FIGHTER                                                 | 日本テレビ系列      | 2009年12月25日 |
| 音楽戦士 MUSIC FIGHTER                                                 | 日本テレビ系列      | 2010年01月08日 |
| ハッピーMusic                                                          | 日本テレビ系列      | 2010年04月30日 |
| 音リコ!                                                                | 日本テレビ系列      | 2007年11月05日 |
| MMM                                                                    | 日本テレビ系列      | 2008年06月23日 |
| 音笑!MMM                                                               | 日本テレビ系列      | 2008年11月10日 |
| 音笑!MMM                                                               | 日本テレビ系列      | 2009年02月16日 |
| 音笑!MMM                                                               | 日本テレビ系列      | 2009年03月02日 |
| 全力!Tunes                                                             | 日本テレビ系列      | 2008年06月28日 |
| ガールズ・ポップ・ライブ2005                                           | テレビ東京系列      | 2005年02月26日 |
| 音時間                                                                 | テレビ東京系列      | 2006年03月28日 |
| 音時間                                                                 | テレビ東京系列      | 2006年05月09日 |
| 音時間                                                                 | テレビ東京系列      | 2006年07月25日 |
| 音時間                                                                 | テレビ東京系列      | 2007年01月16日 |
| 音時間                                                                 | テレビ東京系列      | 2007年03月06日 |
| 月刊MelodiX!                                                           | テレビ東京系列      | 2006年07月22日 |
| 月刊MelodiX!                                                           | テレビ東京系列      | 2010年04月24日 |
| うたばん                                                               | TBS系列             | 2006年07月27日 |
| 月光音楽団                                                             | TBS系列             | 2008年08月04日 |
| CDTVスペシャル! 15周年プレミアライブ                                   | TBS系列             | 2008年09月24日 |
| 開運音楽堂                                                             | TBS系列             | 2009年07月04日 |
| MUSIC JAPAN                                                            | NHK総合テレビジョン | 2008年06月19日 |
| MUSIC JAPAN                                                            | NHK総合テレビジョン | 2009年02月19日 |
| MUSIC JAPAN                                                            | NHK総合テレビジョン | 2009年06月14日 |
| MUSIC JAPAN                                                            | NHK総合テレビジョン | 2009年07月12日 |
| 第60回NHK紅白歌合戦                                                    | NHK総合テレビジョン | 2009年12月31日 |
| HEY!HEY!HEY! MUSIC CHAMP                                               | フジテレビ系列      | 2008年09月01日 |
| HEY!HEY!HEY! MUSIC CHAMP                                               | フジテレビ系列      | 2009年01月19日 |
| HEY!HEY!HEY! MUSIC CHAMP                                               | フジテレビ系列      | 2009年07月27日 |
| HEY!HEY!HEY! MUSIC CHAMP                                               | フジテレビ系列      | 2010年01月18日 |
| HEY!HEY!HEY! MUSIC CHAMPスペシャル                                     | フジテレビ系列      | 2008年12月15日 |
| FNS26時間テレビ「FNSの日26時間テレビ・HEY!HEY!HEY!生放送スペシャル!!」 | フジテレビ系列      | 2009年07月26日 |
| 魁!音楽番付～Jet                                                       | フジテレビ系列      | 2009年02月04日 |
| 魁!音楽番付～Jet                                                       | フジテレビ系列      | 2009年02月11日 |
| 魁!音楽番付～Jet                                                       | フジテレビ系列      | 2009年02月18日 |
| 魁!音楽番付～Jet                                                       | フジテレビ系列      | 2009年09月23日 |
| 魁!音楽番付～Eight                                                     | フジテレビ系列      | 2009年12月02日 |
| 魁!音楽番付～Eight                                                     | フジテレビ系列      | 2009年12月09日 |
| 魁!音楽番付～Eight                                                     | フジテレビ系列      | 2009年12月16日 |
| ミュージックフェア                                                     | フジテレビ系列      | 2009年03月28日 |
| ミュージックフェア                                                     | フジテレビ系列      | 2009年07月25日 |
| 新堂本兄弟                                                             | フジテレビ系列      | 2009年04月05日 |
| ミュージックステーション                                               | テレビ朝日系列      | 2009年02月27日 |
| ミュージックステーション                                               | テレビ朝日系列      | 2009年06月12日 |

### バラエティ番組
| タイトル | 放送日時       |
| --- | -------------- |
| Pooh! | 2004年08月30日 |
| 世界バリバリ★バリュー「好きなことやったらお金もついて来ちゃいましたSP」                                                  | 2007年11月21日 |
| 世界バリバリ★バリュー「バリバリ☆史上最強男爵が愛したマダム」                                                             | 2007年11月28日 |
| 世界バリバリ★バリュー「200回記念 芸能人名誉挽回スペシャル」                                                              | 2007年12月19日 |
| 世界バリバリ★バリュー「セレブのプロポーズ大作戦 私こうやって口説かれましたSP」                                           | 2007年12月26日 |
| 世界バリバリ★バリュー「3兄弟物語」                                                                                       | 2008年01月23日 |
| 世界バリバリ★バリュー「バレンタイン直前企画 恋もお金もわしづかみ!パティシエはモテモテSP」                                | 2008年02月06日 |
| 世界バリバリ★バリュー「バリバリ波瀾万丈ワケあり親子SP」                                                                  | 2008年02月20日 |
| 世界バリバリ★バリュー「懐かしの昭和ヒット商品でザックザク」                                                              | 2008年03月05日 |
| 世界バリバリ★バリュー「今夜決定!史上最強の大富豪グランプリ!～5年間に愛を込めて…お金も込めて～Part1」                     | 2008年03月12日 |
| 世界バリバリ★バリュー「今夜決定!史上最強の大富豪グランプリ!～5年間に愛を込めて…お金も込めて～Part2」                     | 2008年03月19日 |
| むちゃぶり! | 2007年12月05日 |
| ご起源さん! | 2008年03月21日 |
| 明日使える心理学!テッパンノート                                                                                          | 2008年05月28日 |
| 明日使える心理学!テッパンノート                                                                                          | 2008年06月11日 |
| 明日使える心理学!テッパンノート                                                                                          | 2008年08月06日 |
| 明日使える心理学!テッパンノート                                                                                          | 2008年08月13日 |
| 恋するハニカミ!「ハニカミスタディ」                                                                                      | 2008年05月30日 |
| 恋するハニカミ!「ハニカミオフモード～ゲストの行きたかった場所へ行こう!」                                                 | 2009年03月13日 |
| 明石家さんちゃんねる | 2008年08月06日 |
| 爆笑問題のドッキリ パニックフェイス王「爆笑問題のドッキリ!パニックフェイス王! 調子に乗ってる芸能人お仕置きしちゃうぞSP」 | 2008年09月09日 |
| 芸能界特別授業～私はこうして生き残りました                                                                               | 2008年09月10日 |
| アナCAN | 2009年02月20日 |
| ナビっち | 2009年05月14日 |
| 関口宏の東京フレンドパークII                                                                                             | 2009年05月14日 |
| ひみつの嵐ちゃん! | 2009年06月11日 |
| サカスさん | 2009年08月18日 |
| 働きビト | 2009年09月13日 |
| オールスター感謝祭'09 超豪華!クイズ決定版                                                                                | 2009年10月03日 |
| オールスター感謝祭'10 超豪華!クイズ決定版                                                                                | 2010年04月03日 |
| はなまるマーケット はなまるカフェ「misono」                                                                              | 2009年11月25日 |
| 紳助社長のプロデュース大作戦!                                                                                            | 2010年01月10日 |
| クイズ ALL FOR ONE | 2010年03月18日 |
| クイズ ALL FOR ONE | 2010年03月25日 |

| タイトル | 放送日時       |
| --- | -------------- |
| ドスペ2「コンプレックス克服バラエティー ラブ★コンTV」                                                                                | 2006年07月01日 |
| くりぃむナントカ | 2008年02月18日 |
| 『ぷっ』すま | 2008年04月29日 |
| 『ぷっ』すま | 2008年10月28日 |
| 『ぷっ』すま | 2009年03月03日 |
| 『ぷっ』すま | 2009年03月10日 |
| 『ぷっ』すま | 2009年06月30日 |
| 『ぷっ』すま | 2009年12月01日 |
| 超『ぷっ』すま「人気者だらけの3時間!秋の大豊作スペシャル!!」                                                                         | 2009年10月06日 |
| 『ぷっ』すま「あの人のコメント当てましょう!リポーターリポート!」                                                                     | 2010年02月02日 |
| 美しき青木・ド・ナウ | 2008年05月26日 |
| 美しき青木・ド・ナウ | 2008年06月02日 |
| 美しき青木・ド・ナウ | 2008年08月04日 |
| 美しき青木・ド・ナウ | 2008年08月11日 |
| 美しき青木・ド・ナウ | 2008年10月13日 |
| 美しき青木・ド・ナウ | 2009年02月09日 |
| 美しき青木・ド・ナウ | 2009年05月04日 |
| 美しき青木・ド・ナウ | 2009年05月11日 |
| 美しき青木・ド・ナウ 1時間スペシャル!!                                                                                               | 2008年10月04日 |
| 芸能人夏の学力テスト 一攫千金ヤマワケQ! "責任者はお前だ!"「芸能人夏の学力テスト 一攫千金ヤマワケQ4～責任者はお前だ!3時間スペシャル」 | 2008年07月01日 |
| ロンドンハーツ | 2008年08月05日 |
| ロンドンハーツ | 2008年09月02日 |
| ロンドンハーツ | 2008年10月21日 |
| ロンドンハーツ | 2008年11月11日 |
| ロンドンハーツ | 2008年11月18日 |
| ロンドンハーツ | 2008年11月25日 |
| ロンドンハーツ | 2008年12月02日 |
| ロンドンハーツ | 2008年12月09日 |
| ロンドンハーツ | 2009年01月13日 |
| ロンドンハーツ | 2009年01月20日 |
| ロンドンハーツ | 2009年03月10日 |
| ロンドンハーツ | 2009年04月14日 |
| ロンドンハーツ | 2009年04月28日 |
| ロンドンハーツ | 2009年05月05日 |
| ロンドンハーツ | 2009年05月12日 |
| ロンドンハーツ | 2009年06月09日 |
| ロンドンハーツ | 2009年06月16日 |
| ロンドンハーツ | 2009年07月07日 |
| ロンドンハーツ | 2009年07月21日 |
| ロンドンハーツ | 2009年08月04日 |
| ロンドンハーツ | 2009年08月18日 |
| ロンドンハーツ | 2009年08月25日 |
| ロンドンハーツ | 2009年09月01日 |
| ロンドンハーツ | 2009年10月20日 |
| ロンドンハーツ | 2009年10月27日 |
| ロンドンハーツ | 2009年11月17日 |
| ロンドンハーツ | 2009年12月01日 |
| ロンドンハーツ | 2010年03月02日 |
| ロンドンハーツ | 2010年04月20日 |
| ロンドンハーツ | 2010年05月18日 |
| ロンドンハーツSP「マジックメール(秘)送信 売れっ子一生捜査SP」                                                                        | 2008年10月14日 |
| ロンドンハーツ 3時間SP | 2008年12月23日 |
| ロンドンハーツ 3時間SP | 2010年04月06日 |
| ロンドンハーツ スペシャル!!「50年に1人の勘違い男 ボク芸人辞めますSP」                                                                | 2009年02月03日 |
| ロンドンハーツ3時間SP「引っかけ続けて10周年 名作ドッキリベスト50」                                                                   | 2009年03月24日 |
| ロンドンハーツSP | 2009年11月03日 |
| ドスペ2「ロンドンハーツSP 50TA幕張ライブ～完全版」                                                                                   | 2009年11月14日 |
| 雨上がり決死隊のトーク番組 アメトーーク!「売れ筋家電アニメ芸人ポイント還元ベロSP」                                                   | 2008年09月18日 |
| 雨上がり決死隊のトーク番組 アメトーーク!                                                                                             | 2008年09月25日 |
| 史上最強のメガヒット カラオケBEST100 完璧に歌って1000万円                                                                            | 2008年10月10日 |
| 史上最強のメガヒット カラオケBEST100 完璧に歌って1000万円                                                                            | 2010年03月24日 |
| アドレな!ガレッジ | 2008年10月28日 |
| いきなり!黄金伝説。 | 2008年12月04日 |
| いきなり!黄金伝説。 | 2008年12月11日 |
| いきなり!黄金伝説。 | 2009年04月30日 |
| いきなり!黄金伝説。 | 2009年05月07日 |
| 草野☆キッド | 2009年01月06日 |
| シルシルミシル | 2009年01月21日 |
| 大胆MAP | 2009年01月25日 |
| もしものシミュレーションバラエティー お試しかっ!                                                                                     | 2009年02月23日 |
| もしものシミュレーションバラエティー お試しかっ!                                                                                     | 2009年03月02日 |
| もしものシミュレーションバラエティー お試しかっ!                                                                                     | 2009年03月09日 |
| もしものシミュレーションバラエティー お試しかっ!                                                                                     | 2009年03月23日 |
| もしものシミュレーションバラエティー お試しかっ!                                                                                     | 2009年04月20日 |
| もしものシミュレーションバラエティー お試しかっ!                                                                                     | 2009年07月20日 |
| いいはなシーサー | 2009年06月25日 |
| 堂本剛の正直しんどい | 2009年07月01日 |
| M-1グランプリ2009敗者復活戦SP | 2009年12月19日 |
| さんま&EXILEの「世界に一つだけの歌」3                                                                                                | 2009年12月30日 |
| 二人の食卓 〜ありがとうのレシピ〜「佐ノ山親方 九重部屋秘伝!ちゃんこ鍋」                                                              | 2010年05月01日 |

| タイトル | 放送日時       |
| --- | -------------- |
| グータンヌーボ | 2007年02月14日 |
| グータンヌーボ | 2009年12月16日 |
| 大グータンヌーボ 恋する女たち勢ぞろい&初ドラマSP!!                                                                                  | 2007年10月03日 |
| クイズ!ヘキサゴンII | 2007年11月28日 |
| クイズ!ヘキサゴンII | 2008年01月16日 |
| クイズ!ヘキサゴンII | 2008年01月30日 |
| クイズ!ヘキサゴンII | 2008年03月05日 |
| クイズ!ヘキサゴンII | 2008年03月12日 |
| クイズ!ヘキサゴンII | 2008年04月09日 |
| クイズ!ヘキサゴンII | 2008年05月07日 |
| クイズ!ヘキサゴンII | 2008年05月14日 |
| クイズ!ヘキサゴンII | 2008年06月04日 |
| クイズ!ヘキサゴンII | 2008年06月11日 |
| クイズ!ヘキサゴンII | 2008年06月25日 |
| クイズ!ヘキサゴンII | 2008年07月16日 |
| クイズ!ヘキサゴンII | 2008年07月23日 |
| クイズ!ヘキサゴンII | 2008年08月27日 |
| クイズ!ヘキサゴンII | 2008年09月03日 |
| クイズ!ヘキサゴンII | 2008年10月08日 |
| クイズ!ヘキサゴンII | 2008年10月22日 |
| クイズ!ヘキサゴンII | 2008年10月29日 |
| クイズ!ヘキサゴンII | 2008年11月05日 |
| クイズ!ヘキサゴンII | 2008年11月12日 |
| クイズ!ヘキサゴンII | 2008年11月19日 |
| クイズ!ヘキサゴンII | 2008年11月26日 |
| クイズ!ヘキサゴンII | 2008年12月17日 |
| クイズ!ヘキサゴンII | 2009年01月07日 |
| クイズ!ヘキサゴンII | 2009年01月14日 |
| クイズ!ヘキサゴンII | 2009年01月21日 |
| クイズ!ヘキサゴンII | 2009年01月28日 |
| クイズ!ヘキサゴンII | 2009年02月11日 |
| クイズ!ヘキサゴンII | 2009年03月04日 |
| クイズ!ヘキサゴンII | 2009年03月11日 |
| クイズ!ヘキサゴンII | 2009年04月01日 |
| クイズ!ヘキサゴンII | 2009年05月06日 |
| クイズ!ヘキサゴンII | 2009年05月20日 |
| クイズ!ヘキサゴンII | 2009年06月17日 |
| クイズ!ヘキサゴンII | 2009年06月24日 |
| クイズ!ヘキサゴンII | 2009年07月15日 |
| クイズ!ヘキサゴンII | 2009年08月05日 |
| クイズ!ヘキサゴンII | 2009年08月26日 |
| クイズ!ヘキサゴンII | 2009年09月09日 |
| クイズ!ヘキサゴンII | 2009年09月16日 |
| クイズ!ヘキサゴンII | 2009年10月21日 |
| クイズ!ヘキサゴンII | 2009年11月11日 |
| クイズ!ヘキサゴンII | 2009年11月18日 |
| クイズ!ヘキサゴンII | 2009年11月25日 |
| クイズ!ヘキサゴンII | 2009年12月09日 |
| クイズ!ヘキサゴンII | 2009年12月16日 |
| クイズ!ヘキサゴンII | 2010年01月27日 |
| クイズ!ヘキサゴンII | 2010年02月03日 |
| クイズ!ヘキサゴンII | 2010年03月03日 |
| クイズ!ヘキサゴンII | 2010年04月14日 |
| クイズ!ヘキサゴンII | 2010年04月28日 |
| クイズ!ヘキサゴンII | 2010年05月12日 |
| クイズ!ヘキサゴンII 新春3時間スペシャル!!                                                                                           | 2008年01月02日 |
| クイズ!ヘキサゴンII 冬の京都3時間スペシャル!!                                                                                       | 2008年02月20日 |
| クイズ!ヘキサゴンII 春の3時間スペシャル!!                                                                                           | 2008年03月26日 |
| クイズ!ヘキサゴンII ゴールデンウィーク2時間スペシャル!!                                                                             | 2008年04月30日 |
| クイズ!ヘキサゴンII 夏の南紀白浜合宿3時間スペシャル!!                                                                               | 2008年09月17日 |
| チャンネルα「『ヘキサゴンⅡ3時間SP』PR」「ヘキサゴンⅡ超クイズパレード!!秋の3時間ファミリースペシャル 放送直前!」                     | 2008年10月01日 |
| クイズ!ヘキサゴンⅡ 秋の3時間ファミリーSP                                                                                            | 2008年10月01日 |
| クイズ!ヘキサゴンⅡ 新春3時間スペシャル!!                                                                                            | 2009年01月02日 |
| クイズ!ヘキサゴンⅡ 宮古島合宿3時間スペシャル!                                                                                       | 2009年03月25日 |
| クイズ!ヘキサゴンⅡ 宮古島合宿3時間スペシャル!                                                                                       | 2010年01月03日 |
| クイズ!ヘキサゴンⅡ 超クイズパレード!!春の3時間スペシャル                                                                            | 2009年04月08日 |
| クイズ!ヘキサゴンⅡ 超クイズパレード!!3時間スペシャル!!                                                                              | 2009年06月10日 |
| クイズ!ヘキサゴンⅡ スペシャル「超ヘキサゴンⅡクイズパレード!!熱海合宿3時間スペシャル!」                                              | 2009年09月30日 |
| クイズ!ヘキサゴンⅡ 超クイズパレード!!3時間スペシャル!「クイズ!ヘキサゴンⅡ超クイズパレード!!～クイズだけじゃないよ3時間スペシャル!」 | 2009年10月14日 |
| クイズ!ヘキサゴンⅡ 新春3時間スペシャル「クイズ!ヘキサゴンⅡ 超クイズパレード!!冬の大運動会新春3時間スペシャル!!」                    | 2010年01月06日 |
| クイズ!ヘキサゴンⅡ スペシャル「ヘキサゴンⅡ 超クイズパレード!! 沖縄合宿スペシャル!」                                                 | 2010年03月31日 |
| 脳内エステ IQサプリ | 2007年12月01日 |
| 脳内エステ IQサプリ | 2008年04月26日 |
| 世界の絶景100選～新世界七不思議の秘密 全部見せますSP                                                                                | 2007年12月30日 |
| 森田一義アワー 笑っていいとも! | 2008年04月04日 |
| 森田一義アワー 笑っていいとも! | 2008年11月05日 |
| 森田一義アワー 笑っていいとも! | 2009年06月11日 |
| 森田一義アワー 笑っていいとも! | 2010年01月25日 |
| W-1 超魔術世界一決定戦 | 2008年04月07日 |
| 青春アカペラ甲子園 全国ハモネプリーグ                                                                                               | 2008年04月08日 |
| にじいろジーン | 2008年05月10日 |
| ペケ×ポン ゴールデンプランズ | 2008年06月03日 |
| ペケ×ポン | 2009年09月11日 |
| ショーパン | 2008年07月01日 |
| ライオンのごきげんよう | 2008年07月10日 |
| ライオンのごきげんよう | 2008年07月11日 |
| ライオンのごきげんよう | 2008年07月14日 |
| さんまのまんま | 2008年07月11日 |
| 臨時発売!さんまのまんま大全集 | 2008年08月16日 |
| ウチくる!? | 2008年07月20日 |
| ウチくる!? | 2009年03月15日 |
| ウチくる!? | 2009年05月17日 |
| ウチくる!? | 2009年06月14日 |
| ウチくる!? | 2010年01月10日 |
| ウチくる!? | 2010年04月18日 |
| カスペ!「ウチくる!?スペシャル」 | 2009年05月26日 |
| 検定ジャポン | 2008年07月25日 |
| 一攫千金!日本ルー列島 | 2008年08月29日 |
| 一攫千金!日本ルー列島 3時間スペシャル 「秋の日本知識王決定戦!」                                                                     | 2008年10月31日 |
| run for money 逃走中 | 2008年10月02日 |
| run for money 逃走中 | 2009年09月26日 |
| バニラ気分!「マツケン・今ちゃん・オセロのGO!GO!サタ」                                                                               | 2008年10月04日 |
| バニラ気分!「VS嵐」 | 2008年11月15日 |
| 2008年度上期検定 | 2008年10月06日 |
| カトパン | 2008年11月11日 |
| カスペ!「超豪華!超激安!今絶対に食べたくなる最強グルメ86連発」                                                                       | 2008年11月18日 |
| MANNINGEN | 2008年12月10日 |
| めちゃ×2イケてるッ! | 2008年12月13日 |
| めちゃ×2イケてるッ! | 2009年06月20日 |
| めちゃ×2イケてるッ!「テレビの力は超無限大!お年玉自腹スペシャル!!」                                                                  | 2010年01月09日 |
| 本日放送!!人志松本のすべらない話ザ・ゴールデン「禁断の舞台裏密着スペシャル!!」                                                      | 2008年12月26日 |
| 土曜プレミアム「人志松本のすべらない話 ザ・ゴールデン」                                                                             | 2008年12月27日 |
| 第46回新春かくし芸大会2009 | 2009年01月01日 |
| にっぽんリサーチTV～ザ・パーセンティズム                                                                                            | 2009年01月01日 |
| めくるめく!!世界ビジュアル大図鑑 | 2009年01月03日 |
| 新春クイズ・ドレミファドン!2009 | 2009年01月04日 |
| VivaVivaV6「最先端鍋」 | 2009年01月16日 |
| VivaVivaV6「ハンバーガー」 | 2009年11月20日 |
| カスペ!「クイズ!ドレミファドン!～決戦!春のイントロ祭」                                                                              | 2009年03月03日 |
| カスペ!「クイズ!ドレミファドン!真夏の最強イントロ王決定戦!」                                                                        | 2009年08月04日 |
| カスペ!「FNS人気番組対抗!オールスタークイズ!!」                                                                                     | 2009年12月15日 |
| 金曜プレステージ「さんま&くりぃむの第2回芸能界(秘)個人情報グランプリ」                                                              | 2009年03月13日 |
| 金曜プレステージ「本番前(秘)リハーサル!?FNSの日26時間テレビ2009前夜祭!!」                                                           | 2009年07月24日 |
| ホンネの殿堂!!紳助にはわかるまいっ                                                                                                  | 2009年05月15日 |
| ホンネの殿堂!!紳助にはわかるまいっ                                                                                                  | 2009年06月05日 |
| 爆笑レッドカーペット | 2009年06月13日 |
| キャンパスナイトフジ | 2009年06月19日 |
| キャンパスナイトフジ「MAX最強運決定戦 女子大生とお祭り騒ぎSP」                                                                      | 2009年12月31日 |
| FNS26時間テレビ「グランドオープニング・FNSの日26時間テレビ2009超笑顔パレード～爆笑!お台場合宿!!」                                   | 2009年07月25日 |
| FNS26時間テレビ「クイズ!ヘキサゴンⅡ～やること決め!一斉早押し」                                                                      | 2009年07月25日 |
| FNS26時間テレビ「ヘキサゴンPresentsひょうきんベストテン2009」                                                                       | 2009年07月25日 |
| FNS26時間テレビ「FNS27局対抗!三輪車12時間耐久レース」                                                                               | 2009年07月26日 |
| FNS26時間テレビ「26時間テレビ・朝食決め!早押しクイズ」                                                                              | 2009年07月26日 |
| FNS26時間テレビ「FNSの日26時間テレビ・ペケポン川柳vsヘキサゴンチーム」                                                              | 2009年07月26日 |
| FNS26時間テレビ「FNSの日26時間テレビ・ヘキサゴンVS嵐」                                                                              | 2009年07月26日 |
| FNS26時間テレビ「ヘキサゴン番組対抗クイズパレード26時間テレビスペシャル」                                                           | 2009年07月26日 |
| FNS26時間テレビ「グランドフィナーレ」                                                                                               | 2009年07月26日 |
| GONG!! | 2009年08月09日 |
| ミラクル☆バトン～有名人携帯数珠つなぎ                                                                                               | 2009年10月08日 |
| VS嵐 | 2009年11月26日 |
| 爆チュー問題の素敵なクリスマススペシャル                                                                                            | 2009年12月23日 |
| その顔が見てみたい | 2010年01月05日 |
| 激⭐︎王 | 2010年01月09日 |
| 胸キュン!ジェネレーション天国 三世代同居テレビ                                                                                      | 2010年01月09日 |
| チャンネルΣ枠「胸キュン!ジェネレーション天国 三世代同居テレビ」                                                                     | 2010年05月22日 |
| 5LDK | 2010年02月18日 |

| タイトル | 放送日時       |
| --- | -------------- |
| ラジかるッ | 2007年11月13日 |
| サタデーバリューフィーバー「新感覚3面クイズ シャムロック」 | 2008年01月12日 |
| サタデーバリューフィーバー「新感覚3面クイズ シャムロック」 | 2008年03月30日 |
| サタデーバリューフィーバー「恋して、マーケ。」 | 2008年08月30日 |
| サタデーバリューフィーバー「加藤浩次のオレ説!～幽霊が見えるヤツにクラスの中心人物はいない」 | 2009年05月23日 |
| サタデーバリューフィーバー「うたゲ～TOWN」 | 2009年12月05日 |
| 行列のできる法律相談所「ようこそM-1グランプリ優勝者サンドウィッチマン・漫才だけじゃなくフリートークも腕があるところを見せて下さいねSP」                                                           | 2008年01月20日 |
| 行列のできる法律相談所「浮気をする男VS浮気を許さない女」 | 2008年05月04日 |
| 日本テレビ開局55周年記念番組 行列のできる法律相談所SP「日本テレビ開局55周年記念番組 行列のできる法律相談所PRESENT’S 第1回オークション カンボジア学校建設プロジェクト 有名人の絵大オークションSP」 | 2008年05月11日 |
| 行列のできる法律相談所「カンボジア学校建設プロジェクト 有名人の絵大オークションSP PART2」 | 2008年05月18日 |
| 行列のできる法律相談所「カンボジア学校建設プロジェクト 有名人の絵・大オークションSP完結編!!」 | 2008年05月25日 |
| 行列のできる法律相談所「大好評!最近ミョーに気になるアノ人達大集合 第6弾SP」 | 2008年07月06日 |
| 行列のできる法律相談所「あ～24時間テレビ感動したなぁ～・行列も300回記念感動感動スペシャル」 | 2008年08月31日 |
| 行列のできる法律相談所「カンボジア学校建設プロジェクト 有名人の絵大オークション完結編 遂に学校が完成しましたSP①」                                                                                 | 2008年11月09日 |
| 行列のできる法律相談所「ようこそ久本さんキレイで優しくて明るいのに何で結婚しないのか志村さんと一緒に考えましょうSP」                                                                              | 2009年01月18日 |
| 行列のできる法律相談所「私たち結構頑張ってるのになぜかCM出演ゼロなんですSP」 | 2009年06月28日 |
| 踊る!さんま御殿!! | 2008年01月29日 |
| 踊る!さんま御殿!! | 2008年05月13日 |
| 踊る!さんま御殿!! | 2008年11月11日 |
| 踊る!さんま御殿!! | 2009年04月28日 |
| 踊る!さんま御殿!! | 2009年06月09日 |
| 踊る!さんま御殿!! | 2009年09月22日 |
| モクスペ枠ナイナイメモリー | 2008年02月20日 |
| ダウンタウンDX | 2008年03月06日 |
| ダウンタウンDX | 2008年12月04日 |
| ダウンタウンDX | 2009年09月10日 |
| 人生が変わる1分間の深イイ話 | 2008年03月10日 |
| 人生が変わる1分間の深イイ話 | 2008年09月01日 |
| 人生が変わる1分間の深イイ話 | 2008年12月15日 |
| 人生が変わる1分間の深イイ話 有名人90分スペシャル | 2008年11月17日 |
| 秘密のケンミンSHOW | 2008年05月01日 |
| 秘密のケンミンSHOW | 2009年02月19日 |
| オジサンズ11 | 2008年05月26日 |
| 太田光の私が総理大臣になったら…秘書田中。 | 2008年06月06日 |
| 太田光の私が総理大臣になったら…秘書田中。 | 2009年06月19日 |
| 太田光の私が総理大臣になったら…秘書田中。 | 2009年06月26日 |
| 太田光の私が総理大臣になったら…秘書田中。 | 2009年07月31日 |
| 太田光の私が総理大臣になったら…秘書田中。 | 2009年08月14日 |
| 太田光の私が総理大臣になったら…秘書田中。 | 2009年08月28日 |
| 太田光の私が総理大臣になったら…秘書田中。スペシャル「太田光の私が総理大臣になったら…秘書田中。国民は怒ってますSP!」                                                                               | 2008年11月21日 |
| メレンゲの気持ち | 2008年08月09日 |
| 週末のシンデレラ 世界!弾丸トラベラー「人気リゾートドバイでゴージャス&バブリーに楽しみたい～1泊3日 東京-ドバイ」                                                                                   | 2008年10月25日 |
| 未来創造堂 | 2009年04月24日 |
| 世界一受けたい授業 | 2009年05月16日 |
| 世界まる見え!テレビ特捜部 | 2009年05月25日 |
| 嵐の宿題くん | 2009年06月08日 |
| サプライズ | 2009年06月09日 |
| サプライズ | 2009年06月26日 |
| おもいッきりDON! | 2009年07月06日 |
| おもいッきりDON! | 2009年11月27日 |
| おもいッきりDON! | 2010年03月03日 |
| ものまねグランプリ〜ザ・トーナメント | 2009年12月27日 |
| 浜ちゃんが! | 2010年01月08日 |
| カラオケ王No.1決定戦!うたゲーTOWN | 2010年04月09日 |
| 女芸人軍団の××な質問に30分答え続けたら100万円!ギブアップ・トーク! | 2010年04月10日 |
| PON! | 2010年04月28日 |
| DON! | 2010年04月28日 |

| タイトル                                        | 放送日時       |
| ----------------------------------------------- | -------------- |
| スポパラ枠おもてなし音楽バラエティ むちゃ∞ブリ! | 2008年02月12日 |
| バラエティ7枠きらきらアフロ                     | 2010年01月04日 |
| 日曜ビッグバラエティ枠料理の怪人                | 2010年04月18日 |

| タイトル                     | 放送日時       |
| ---------------------------- | -------------- |
| 大阪発疾走ステージ WEST WIND | 2008年07月24日 |

| タイトル                | 放送日時       |
| ----------------------- | -------------- |
| さんぷんまる            | 2009年01月15日 |
| 着信御礼!ケータイ大喜利 | 2009年11月21日 |

### テレビドラマ
| タイトル                                                                     | 放送局         | 放送日時       | 役名                  |
| ---------------------------------------------------------------------------- | -------------- | -------------- | --------------------- |
| 音女「自給自足のオトメ～久美 23歳 フリーペーパー編集」                       | テレビ朝日系列 | 2008年04月14日 | -                     |
| 音女「夢見るオトメ～ふみか 25歳 金属メーカー」                               | テレビ朝日系列 | 2008年04月15日 | -                     |
| 音女「広がっているオトメ～成美 24歳 webデザイナー」                          | テレビ朝日系列 | 2008年04月16日 | -                     |
| 音女「とまらないオトメ～絵理恵 22歳ショップ 店員」                           | テレビ朝日系列 | 2008年04月17日 | -                     |
| ダンディ・ダディ?〜恋愛小説家・伊崎龍之介〜                                  | テレビ朝日系列 | 2009年07月09日 | ミコ                  |
| ダンディ・ダディ?〜恋愛小説家・伊崎龍之介〜                                  | テレビ朝日系列 | 2009年07月16日 | ミコ                  |
| ダンディ・ダディ?〜恋愛小説家・伊崎龍之介〜                                  | テレビ朝日系列 | 2009年08月06日 | ミコ                  |
| ダンディ・ダディ?〜恋愛小説家・伊崎龍之介〜                                  | テレビ朝日系列 | 2009年08月13日 | ミコ                  |
| ダンディ・ダディ?〜恋愛小説家・伊崎龍之介〜                                  | テレビ朝日系列 | 2009年09月03日 |                       |
| クイズ!ヘキサゴンII 真夏のドラマ特別編「お台場探偵羞恥心ヘキサゴン殺人事件」 | フジテレビ系列 | 2008年08月06日 | -                     |
| クイズ!ヘキサゴンII 真夏のドラマ特別編「お台場探偵羞恥心ヘキサゴン殺人事件」 | フジテレビ系列 | 2008年12月29日 | -                     |
| 東京DOGS                                                                     | フジテレビ系列 | 2008年11月16日 | Vintageのモデルの女性 |
| SMOKING GUN〜決定的証拠〜                                                    | フジテレビ系列 | 2014年06月04日 | 美優                  |
| 刑事ガサ姫 -警視庁特命家宅捜索班-                                            | テレビ東京系列 | 2012年08月01日 | 本宮明美              |
| 刑事ガサ姫 -警視庁特命家宅捜索班-                                            | テレビ東京系列 | 2013年05月08日 | 本宮明美              |
| 刑事ガサ姫 -警視庁特命家宅捜索班-                                            | テレビ東京系列 | 2014年06月11日 | 本宮明美              |

### その他のテレビ番組
| タイトル | 放送局         | 放送日時       |
| --- | -------------- | -------------- |
| チャンネルα「女医・優〜青空クリニック〜波乱の第2章」〜みどころスペシャル                                                                  | フジテレビ系列 | 2004年08月02日 |
| 名古屋めし!世界征服宣言!!イタリアGP | フジテレビ系列 | 2008年06月22日 |
| 「人気番組に挑戦状!アジア最強マジシャン リュー・チェン」PR「人気番組に挑戦状!アジア最強マジシャン リュー・チェン 奇跡の瞬間44連発直前SP」 | フジテレビ系列 | 2008年12月21日 |
| アジア最強マジシャン リュー・チェン奇跡の瞬間44連発SP「人気番組に挑戦状!アジア最強マジシャン リュー・チェン奇跡の瞬間44連発SP」           | フジテレビ系列 | 2008年12月22日 |
| FNS2008年クイズ!! | フジテレビ系列 | 2008年12月31日 |
| 第25回東日本女子駅伝 | フジテレビ系列 | 2009年11月08日 |
| 情熱大陸 | TBS系列        | 2005年11月06日 |
| 2時っチャオ! | TBS系列        | 2008年07月16日 |
| LQ〜女をアゲる30分〜 | 日本テレビ系列 | 2008年05月24日 |
| 琴線感覚「前向きな言葉～misono」 | 日本テレビ系列 | 2009年02月18日 |

### 映画
| タイトル                       | 配給会社             | 公開日         | 役名             |
| ------------------------------ | -------------------- | -------------- | ---------------- |
| おばちゃんチップス             | ファントム・フィルム | 2007年01月21日 | 赤銅麻衣子       |
| The Harimaya Bridge はりまや橋 | ティ・ジョイ         | 2009年06月13日 | サイタ・ナカヤマ |
| L♡DK                           | 東映                 | 2014年04月12日 | エキストラ       |

### DVD
- テイルズ オブ フェスティバル 2009
- テイルズ オブ フェスティバル 2010
- テイルズ オブ フェスティバル 2011
- テイルズ オブ フェスティバル 2012
- YOKOHAMA BLACK（2016年9月、オールインエンタテインメント） - 操 役[33]
- YOKOHAMA BLACK２（2016年11月、オールインエンタテインメント） - 操 役[34]

### ラジオ
- ゴチャ・まぜっ!金スペ（MBSラジオ）
- ゴチャ・まぜっ!火曜日 ※卒業
- MOVIE☆ON!毎週水曜 24：20〜24：35（4/23よりスタート）
- misonoの脳misoknow! 日曜 20:30〜20:55 （bayfm78、2009年8月2日 - 2012年6月24日）、火曜 24:30〜24:52 （bayfm78、2012年7月3日 - 2012年9月25日）
- キキミミ 毎週月曜 18:30〜19:00（KBS京都ラジオ、2023年6月5日 - 2024年3月25日）

### 舞台
- 美味學院（2007年5月16日 - 20日、青山劇場）
- まほろばかなた－長州志士の目指した場所－（2014年4月3日 - 13日、東京・天王洲銀河劇場） - おうの 役[35]
- A New Musical 『ALICE』〜不思議の国のアリスより〜（2016年6月7日 - 12日、東京・天王洲銀河劇場） - 主演・アリス 役[36]

### 携帯ドラマ
- L et M わたしがあなたを愛する理由、そのほかの物語（2012年2月〜4月、BeeTV）

### テレビアニメ
- ジュエルペット マジカルチェンジ（2015年4月4日〜12月26日、テレビ東京系）ルナ役

### 自身以外のミュージック・ビデオ
- 「好きで、好きで、好きで。/あなただけが」/倖田來未（2010年）

### インターネット
- YOSHIとゆかいな仲間達（ FRESH! by AbemaTV）-アシスタントMCレギュラー
- 恋愛バラエティ★ラジオ番組「misonoの恋愛厨二病(仮)」（全5回）

　（第一回：2011年11月24日、第二回：2011年12月21日、第三回：2012年1月27日、第四回：2012年2月24日、第五回：2012年4月3日）